# Paralinhomoeus strandibrevicaudatus
Paralinhomoeus strandibrevicaudatus is een rondwormensoort uit de familie van de Linhomoeidae. De wetenschappelijke naam van de soort is voor het eerst geldig gepubliceerd in 1934 door Allgén.